# 安德烈娅·纽金特
安德烈娅·纽金特（英語：Andrea Nugent，1968年11月1日—），加拿大女子游泳运动员。她曾代表加拿大参加1988年和1992年夏季奥林匹克运动会游泳比赛，其中1988年奥运会获得一枚铜牌。